# Dagrun Eriksen
Dagrun Eriksen, född 28 juni 1971 i Kristiansand, är en norsk politiker i Kristelig Folkeparti.